# Максютово (Саратовская область)
Максютово — село в Пугачёвском районе Саратовской области России, в составе Рахмановского муниципального образования.
Село расположено в восточной части района на правом берегу реки Камелик (напротив устья реки Большая Чалыкла) примерно в 56 км по прямой от районного центра города Пугачёв (67 км по атводорогам).
Население — 121 (2010)

## История
Первоначально известен как деревня Максютова. Деревня отмечена на карте земель Оренбургского, Уральского и Башкирского казачьих войск 1858 года в границах Башкирского отделения Уральского казачьего войска
Согласно Списку населённых мест Самарской губернии, по сведениям за 1889 год, деревня относилась к Кузябаевской волости Николаевского уезда. Земельный надел составлял 11002 десятины удобной и 1015 десятин неудобной земли. Деревню населяли башкиры, магометане, всего 577 жителей, в деревне имелись мечеть и ветряная мельница.
Согласно Списку населённых мест Самарской губернии 1910 года в деревне проживали 356 мужчин и 300 женщин, в деревне имелась мечеть.

## Население
Динамика численности населения по годам:
| Годы      | 1889 | 1897 | 1910 | 2002 |
| --------- | ---- | ---- | ---- | ---- |
| Население | 577  | 515  | 656  | 166  |

| 2002 | 2010 |
| ---- | ---- |
| 166  | ↘121 |

Национальный состав
Согласно результатам переписи 2002 года, в национальной структуре населения башкиры составляли 87 %.

## Религия
Мечети
- Мечеть